# IGNITION, SEQUENCE, START
『IGNITION, SEQUENCE, START』（イグニッション・シークエンス・スタート）は、TM NETWORKの33枚目のシングル。

## 背景
前作「MESSaGE」に引き続いて、ROJAMホームページ上で配信・通信販売されたシングルで同様に一般のレコード店では取り扱っていない。
表題曲は、日本テレビ系『どっちの料理ショー』のエンディングテーマとして起用され、Rojam Entertainmentからリリースしたシングルの中で、唯一のタイアップ曲となった。
この楽曲で、同年12月29日放送のテレビ朝日系『ミュージックステーションスーパーライブ』に初出演した。
本作（シングル）バージョンではベストアルバム等の収録はC/W（「TV-mix」及び「Instrumental」）も含めて2025年現在一切無い。

## 制作
ディストーションギターと葛城哲哉のコーラスが収録されている。シングルではドラムが打ち込みに対して、アルバムバージョンは、サイモン・フィリップスによる生演奏に置き換わっており、プログレを感じる作品に仕上がっている。

## 音楽性
表題曲のタイトルは、ロケットやスペースシャトルの打ち上げの際に使われる言葉で「3・2・1ときたら、最後に『点火・発進』という意味で『IGNITION, SEQUENCE, START』と言うわけ」との話があり、小室が長い間タイトルに使用しようとあたためてきた言葉だという。

## 記録
2019年実施のTM NETWORK 35周年 FanksからのTOP100曲カウントダウンSP～Gift from Fanks～では本曲（シングル）バージョンが第83位に、またアルバムバージョンが第56位にそれぞれ選ばれたが、収録されるのは70位以内であるため、シングルバージョンは収録されなかった。一方のアルバムバージョンは収録されている。

## 収録曲
| 全作詞: 小室みつ子、全作曲・編曲: 小室哲哉。 |                                             |            |            |      |
| #                                            | タイトル                                    | 作詞       | 作曲・編曲 | 時間 |
| 1.                                           | 「IGNITION, SEQUENCE, START」(Straight Run) | 小室みつ子 | 小室哲哉   | 6:25 |
| 2.                                           | 「IGNITION, SEQUENCE, START」(TV-mix)       | 小室みつ子 | 小室哲哉   | 6:25 |
| 3.                                           | 「IGNITION, SEQUENCE, START」(Instrumental) | 小室みつ子 | 小室哲哉   | 6:21 |
| 合計時間:                                    | 合計時間:                                   | 19:11      |            |      |

## クレジット
- Produced : 小室哲哉
- Mixed : EDDIE DELENA
- Guitar, Chorus : 葛城哲哉
- Art direction, Design : かまだつよし
- Photography : もりまさみ

## 収録アルバム
- Major Turn-Round (ALBUM VERSION)
- LOVE-iCE (TATSUMAKI REMIX-dedication to U.S.A)
- Gift from Fanks T (ALBUM VERSION)

## カバー
| 楽曲                      | 発売日         | アーティスト | 収録作品             | 備考 | 出典 |
| ------------------------- | -------------- | ------------ | -------------------- | --- | ---- |
| IGNITION, SEQUENCE, START | 2001年10月25日 | 宇都宮隆     | アルバム『LOVE-iCE』 | 「IGNITION, SEQUENCE, START -TATSUMAKI REMIX-dedication to U.S.A」として、tatsumakiがリミックスしたバージョンが収録されている。 |      |